# Julia Vincent
Pour les articles homonymes, voir Vincent.
Julia Catherine Vincent  (née le 13 août 1994 à Johannesbourg) est une plongeuse sud-africaine. 
Elle remporte la médaille d'argent en tremplin de 3 mètres lors des Championnats d'Afrique de plongeon 2019 à Durban.